# Historia de Linux
Linux comienza en 1991 como un proyecto personal del estudiante finés Linus Torvalds: crear un nuevo núcleo de un sistema operativo libre. El núcleo Linux resultante ha estado marcado por un crecimiento constante a lo largo de su historia. Desde el lanzamiento inicial de su código fuente en 1991, ha crecido de una pequeña cantidad de archivos C bajo una licencia que prohíbe la distribución comercial a la versión 5.6 en 2020, con más de 33,14 millones de líneas de código fuente, sin contar comentarios, bajo la Licencia Pública General de GNU v2.: 7 

## Eventos que condujeron a su creación

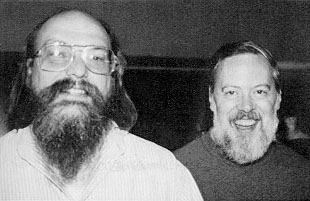
Ken Thompson (izquierda) y Dennis Ritchie (derecha), creadores del sistema operativo Unix

Después de que AT&T abandonara el proyecto Multics, el sistema operativo Unix fue concebido e implementado por Ken Thompson y Dennis Ritchie (ambos de AT&T Bell Laboratories) en 1969 y lanzado por primera vez en 1970. Más tarde lo reescribieron en un nuevo lenguaje de programación, C, para hacerlo portátil. La disponibilidad y portabilidad de Unix hizo que fuera ampliamente adoptado, copiado y modificado por instituciones académicas y empresas.
En 1977, Berkeley Software Distribution (BSD) fue desarrollado por el Computer Systems Research Group (CSRG) de UC Berkeley, basado en la sexta edición de Unix de AT&T. Dado que BSD contenía código Unix propiedad de AT&T, presentó una demanda (USL contra BSDi) a principios de la década de 1990 contra la Universidad de California. Esto limitó fuertemente el desarrollo y la adopción de BSD.
Onyx Systems comenzó a vender las primeras estaciones de trabajo Unix basadas en microcomputadoras en 1980. Más tarde, Sun Microsystems, fundada como una derivación de un proyecto estudiantil en la Universidad de Stanford, también comenzó a vender estaciones de trabajo de escritorio basadas en Unix en 1982. Si bien las estaciones de trabajo Sun no utilizaban hardware de PC básico como el que posteriormente se desarrolló para Linux, representó el primer intento comercial exitoso de distribuir una microcomputadora principalmente para un solo usuario que ejecutaba un sistema operativo Unix.
En 1983, Richard Stallman inició el proyecto GNU con el objetivo de crear un sistema operativo libre similar a UNIX. Como parte de este trabajo, escribió la Licencia Pública General de GNU (GPL). A principios de la década de 1990, había casi suficiente software disponible para crear un sistema operativo completo. Sin embargo, el kernel GNU, llamado Hurd, no logró atraer suficiente esfuerzo de desarrollo, dejando a GNU incompleto.[cita requerida]
En 1985, Intel lanzó el 80386, el primer microprocesador x86 con un conjunto de instrucciones de 32 bits y una unidad de gestión de memoria con paginación.
En 1986, Maurice J. Bach, de AT&T Bell Labs, publicó El diseño del sistema operativo UNIX. Esta descripción definitiva cubrió principalmente el kernel System V Release 2, con algunas características nuevas de la Release 3 y BSD.
En 1987, Andrew S. Tanenbaum lanzó MINIX, un sistema Unix-like destinado a uso académico, para ejemplificar los principios transmitidos en su libro de texto, Sistemas operativos: diseño e implementación. Si bien el código fuente del sistema estaba disponible, la modificación y redistribución estaban restringidas. Además, el diseño de 16 bits de MINIX no se adaptaba bien a las características de 32 bits de la cada vez más barata y popular arquitectura Intel 386 para ordenadores personales. A principios de los años noventa, un sistema operativo comercial UNIX para PC Intel 386 era demasiado caro para los usuarios privados.
Estos factores y la falta de un kernel libre y ampliamente adoptado proporcionaron el impulso para que Torvalds iniciara su proyecto. Ha declarado que si los kernels GNU Hurd o 386BSD hubieran estado disponibles en ese momento, probablemente no habría escrito el suyo propio.

## La creación de Linux

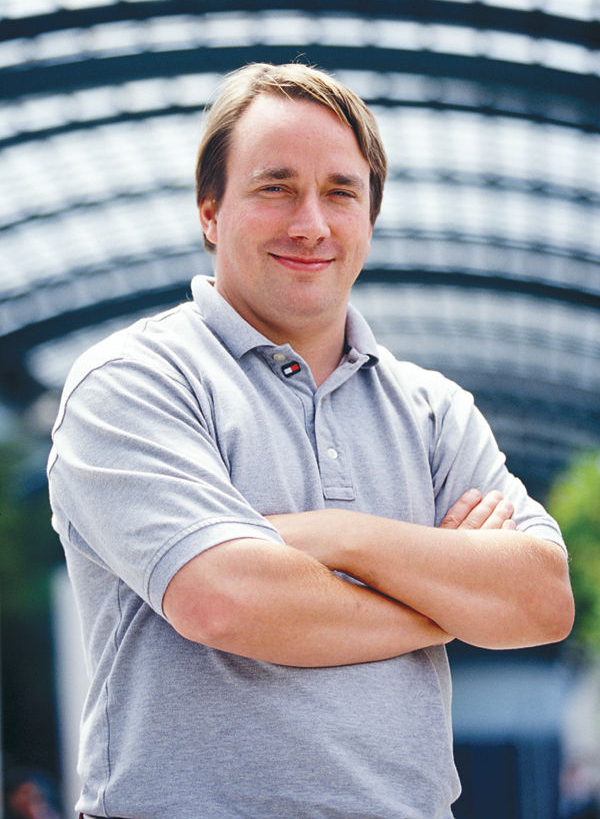
Linus Torvalds en 2002

En 1991, mientras estudiaba ciencias de la computación en la Universidad de Helsinki, Linus Torvalds inició un proyecto que luego se convirtió en el núcleo Linux. Escribió el programa específicamente para el hardware que estaba usando e independiente de un sistema operativo porque quería usar las funciones de su nueva PC con un procesador 80386. El desarrollo se realizó en MINIX utilizando el compilador de C GNU.
El 3 de julio de 1991, en un esfuerzo por implementar llamadas al sistema Unix en su proyecto, Linus Torvalds intentó obtener una copia digital de la documentación de los estándares POSIX con una solicitud al grupo de noticias comp.os.minix. No logró encontrar la documentación de POSIX, por lo que Torvalds inicialmente recurrió a determinar las llamadas al sistema a partir de la documentación de SunOS, propiedad de la universidad, para usarla en la operación de su servidor Sun Microsystems. También aprendió algunas llamadas al sistema del texto MINIX de Tenenbaum que era parte del curso de Unix.
Como escribió Torvalds en su libro Solo por diversión, finalmente terminó escribiendo un núcleo de sistema operativo. El 25 de agosto de 1991, él (a los 21 años) anunció este sistema en otra publicación en el grupo de noticias comp.os.minix:

Hello everybody out there using minix -

I'm doing a (free) operating system (just a hobby, won't be big and professional like gnu) for 386(486) AT clones. This has been brewing since april, and is starting to get ready. I'd like any feedback on things people like/dislike in minix, as my OS resembles it somewhat (same physical layout of the file-system (due to practical reasons) among other things).
I've currently ported bash(1.08) and gcc(1.40), and things seem to work. This implies that I'll get something practical within a few months, and I'd like to know what features most people would want. Any suggestions are welcome, but I won't promise I'll implement them :-)
Linus (torvalds@kruuna.helsinki.fi)

PS. Yes - it's free of any minix code, and it has a multi-threaded fs. It is NOT portable (uses 386 task switching etc), and it probably never will support anything other than AT-harddisks, as that's all I have :-(.
Linus Torvalds

Según Torvalds, Linux comenzó a ganar importancia en 1992 después de que Orest Zborowski portara el sistema de ventanas X a Linux, lo que permitió a Linux admitir una GUI por primera vez.

## Nombramiento

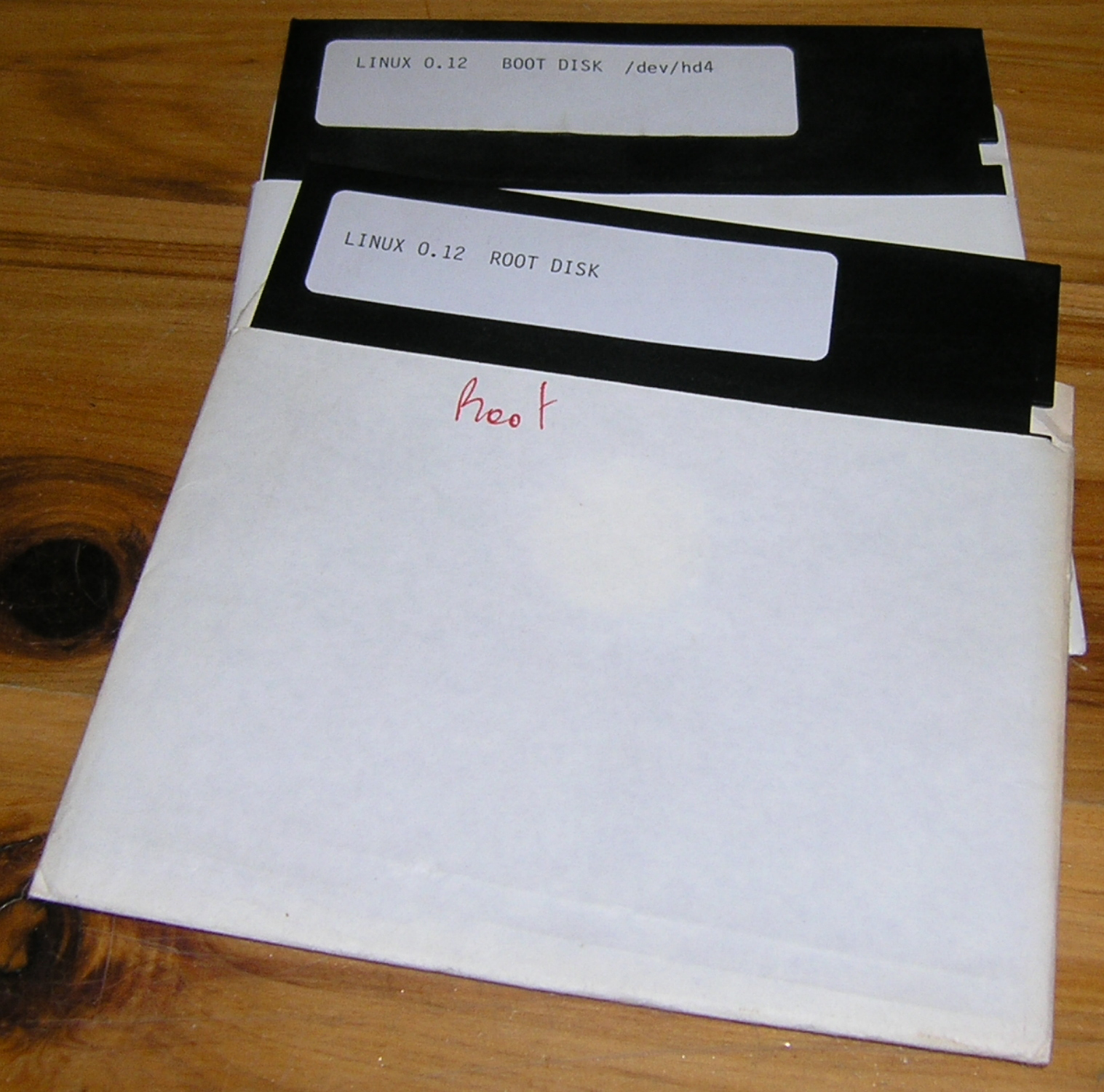
Disquetes que contienen una versión muy temprana de Linux

Linus Torvalds había querido llamar a su invento Freax, una palabra combinada de «free», «freak» y «x» (en alusión a Unix). Al comienzo de su trabajo en el sistema, almacenó los archivos con el nombre «Freax» durante aproximadamente medio año. Torvalds ya había considerado el nombre «Linux», pero inicialmente lo descartó por considerarlo demasiado egoísta.
Para facilitar el desarrollo, los archivos se cargaron en el servidor FTP (ftp.funet.fi) de FUNET en septiembre de 1991. Ari Lemmke de la Universidad Politécnica de Helsinki (HUT), que fue uno de los administradores voluntarios del servidor FTP. En aquel momento, no creía que «Freax» fuera un buen nombre. Entonces, nombró el proyecto «Linux» en el servidor sin consultar a Torvalds. Más tarde, sin embargo, Torvalds aceptó «Linux».
Para demostrar cómo se debe pronunciar la palabra «Linux» ([ˈliːnɵks]), Torvalds incluyó una audioguía (escucharⓘ) con el código fuente del kernel.

## Linux bajo la GNU GPL
Torvalds publicó por primera vez el kernel de Linux bajo su propia licencia, que tenía una restricción contra la actividad comercial.
El software a utilizar con el kernel fue desarrollado como parte del proyecto GNU bajo la Licencia Pública General GNU, una licencia de software libre. La primera versión del kernel de Linux, Linux 0.01, incluía un binario del shell Bash de GNU.
En las «notas para la versión 0.01 de Linux», Torvalds enumera el software de GNU necesario para ejecutar Linux:

Sadly, a kernel by itself gets you nowhere. To get a working system you need a shell, compilers, a library etc. These are separate parts and may be under a stricter (or even looser) copyright. Most of the tools used with linux are GNU software and are under the GNU copyleft. These tools aren't in the distribution - ask me (or GNU) for more info.

En 1992, sugirió publicar el kernel bajo la Licencia Pública General GNU. Anunció esta decisión por primera vez en las notas de la versión 0.12. A mediados de diciembre de 1992 publicó la versión 0.99 utilizando GNU GPL. Los desarrolladores de Linux y GNU trabajaron para integrar componentes de GNU con Linux para crear un sistema operativo totalmente funcional y gratuito. Torvalds ha declarado: «hacer Linux GPL fue definitivamente lo mejor que he hecho».
Alrededor del año 2000, Torvalds aclaró que el kernel de Linux utilizaría la licencia GPLv2, sin la cláusula común «o posterior».
Después de años de discusiones sobre el borrador, la GPLv3 se publicó en 2007; sin embargo, Torvalds y la mayoría de los desarrolladores del kernel decidieron no adoptar la nueva licencia.

## Controversia por la denominación GNU/Linux

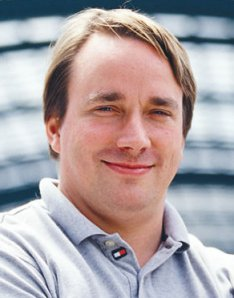
Linus Torvalds, ingeniero

La denominación "Linux" fue utilizada inicialmente por Torvalds sólo para el núcleo Linux. Sin embargo, el núcleo se utilizaba frecuentemente junto con otro software, especialmente el del proyecto GNU. Esto se convirtió rápidamente en la adopción más popular del software GNU. En junio de 1994, en el boletín de GNU, se hacía referencia a Linux como un "clon de UNIX libre", y el Proyecto Debian comenzó a llamar a su producto Debian GNU/Linux. En mayo de 1996, Richard Stallman publicó el editor Emacs 19.31, en el que el tipo de sistema pasó de llamarse Linux a Lignux. Esta ortografía pretendía referirse específicamente a la combinación de GNU y Linux, pero pronto se abandonó en favor de "GNU/Linux".
Este nombre tuvo diversas reacciones. Los proyectos GNU y Debian utilizan el nombre, aunque la mayoría de la gente simplemente utiliza el término "Linux" para referirse a la combinación.
Linus Torvalds había querido llamar su invención Freax, un acrónimo de freak (anormal o raro), free (libre), y "X", una alusión a Unix, e incluso durante los comienzos de su trabajo en el sistema, por aproximadamente medio año, almacenó los archivos bajo ese nombre.[cita requerida] Torvalds ya había considerado el nombre Linux, pero al principio lo había descartado por ser demasiado egocéntrico o egoísta.
Para dar a otra gente la capacidad de cooperar en el sistema o sugerir mejoras, los archivos fueron colocados en el servidor ftp (ftp.funet.fi) de la Universidad de Tecnología de Helsinki (Helsinki University of Technology) (HUT), en septiembre de 1991. Ari Lemmke, colega de Torvalds en la HUT, por entonces responsable de los servidores, no estuvo de acuerdo en el nombre Freax, prefiriendo el de Linux. Simplemente llamó a los archivos colocados sobre el servidor "Linux" sin consultar a Torvalds. Más tarde, sin embargo, Torvalds accedió a usar el nombre "Linux":

" Después de muchas discusiones, finalmente admitió que Linux era simplemente el mejor nombre. En el código original de la versión 0.01 de Linux, se uso, sin embargo Freax en el makefile. Sólo después se usó Linux. Así el nombre, en realidad, no planificado en absoluto fue generalmente aceptado por todo el mundo. "

## Mascota oficial
En 1996 Torvalds anunció habría una mascota para Linux, un pingüino. El motivo fue a que cuando estaban a punto de seleccionar la mascota, Torvalds mencionó que fue mordido por un pequeño pingüino (Eudyptula minor) en una visita al National Zoo & Aquarium en Canberra, Australia. Larry Ewing proporcionó el borrador original de la conocida mascota actual basándose en esta descripción. El nombre Tux lo sugirió James Hughes como derivado del UniX de Torvalds (Torvalds' UniX), además de ser la abreviatura de tuxedo, un tipo de traje con color similar al de un pingüino.

## Nuevo desarrollo

### Comunidad de Linux
Gran parte del trabajo en Linux está realizado por la comunidad: miles de programadores por todo el mundo que usan Linux y envían sus sugerencias de mejoras a los mantenedores. Varias empresas también han ayudado no solo con el desarrollo de los núcleos, sino también con la redacción del cuerpo del software auxiliar, que se distribuye con Linux. Desde febrero de 2015, más del 80 % de los desarrolladores del kernel de Linux reciben sueldo.
Los liberan tanto proyectos organizados como Debian o proyectos conectados directamente con empresas como Fedora y openSUSE. Los integrantes de los  proyectos se reúnen en diversas conferencias y encuentros, con el fin de intercambiar ideas. Una de los mayores de estos encuentros es la LinuxTag en Alemania, en el que suelen reunirse unas 10.000 personas cada verano para hablar de Linux y los proyectos asociados con él.

### Open Source Development Lab y la Fundación Linux
En el año 2000 se creó el Laboratorio de Desarrollo de Código Abierto (OSDL) que es una organización independiente sin ánimo de lucro que persigue el objetivo de optimizar Linux para el empleo en los centros de datos y en el "carrier range". Ha servido como lugar de trabajo patrocinado para Linus Torvalds y también para Andrew Morton (hasta mediados de 2006 cuando Morton se transfirió a Google). Torvalds trabajaba a tiempo completo en nombre de la OSDL, desarrollando los núcleos de Linux.
El 22 de enero de 2007, la OSDL y el Grupo de Estándares Libres se fusionaron para formar la Fundación Linux, que es un consorcio tecnológico sin ánimo de lucro establecido para adoptar el crecimiento de Linux. Desde 2015, Torvalds está en la Fundación Linux como miembro.

### Compañías
A pesar de estar disponible libremente, las empresas se benefician de Linux. Estas empresas, muchas de las cuales también son miembros de la Fundación Linux, invierten recursos sustanciales en el avance y desarrollo de Linux, para que sea adecuado a las diversas áreas de aplicación. Esto incluye donaciones de hardware para desarrolladores de controladores, donaciones en efectivo para personas que desarrollan software de Linux y el empleo de programadores de Linux en la empresa. Algunos ejemplos son Dell, IBM y Hewlett-Packard, que validan, usan y venden Linux en sus propios servidores, y Red Hat (ahora parte de IBM) y SUSE, que mantienen sus propias distribuciones empresariales. Asimismo, Digia admite Linux mediante el desarrollo y la licencia LGPL de Qt, lo que hace posible el desarrollo de KDE, y mediante el empleo de algunos de los desarrolladores de X y KDE.

### Entornos de escritorio
- KDE fue el primer entorno de escritorio avanzado (versión 1.0 lanzado en julio de 1998), en un principio resultó controvertido debido al uso de la entonces propietaria herramienta Qt. Actualmente se distribuye con el entorno de escritorio Plasma, siendo uno de los entornos de escritorio gráficos más personalizables. Está disponible para toda la familia de sistemas operativos Linux. Las herramientas y utilidades incluidas con KDE Plasma se conocen colectivamente como aplicaciones de KDE. Está bajo el patrocinio de la fundación alemana sin ánimo de lucro KDE e.V..
- GNOME: acrónimo de GNU Network Object Model Environment. Se desarrolló como una alternativa debido a problemas de licencia. Kde y Gnome usan un conjunto de herramientas subyacente diferente y, por lo tanto, involucran una programación distinta. Es un poco más joven que KDE, y está formado por software libre de código abierto (FOSS). Su diseño pretende proporcionar simplicidad, facilidad de acceso y confiabilidad a los usuarios. Estas cosas han contribuido a la popularidad de GNOME y lo han colocado junto a KDE para obtener el mejor escritorio. Está patrocinado por la organización sin ánimo de lucro  GNOME de los Estados Unidos.
- Cinnamon: es un fork, o derivado, de GNOME Shell, por tanto, comparte muchos puntos comunes con éste. Tiene algunos agregados como sus menús, sus ajustes, salva pantallas, etc. Con MDM como gestor de pantalla, Nemo como gestor de archivos, Muffin como gestor de ventanas, su propio gestor de sesiones, y Blueberry para ponérselo fácil a los dispositivos Bluetooth.
- MATE: es también un entorno muy intuitivo, surgiendo como extensión de GNOME 2. Esto no significa que use tecnologías y software antiguos. MATE es un entorno de escritorio liviano, por lo que resulta muy apropiado su uso en ordenadores con pocos recursos de hardware. Se pueden agregar apps por defecto muy prácticas, como el editor de texto Pluma, su propio terminal, Caja como gestor de archivos, etc.
- Budgie: Probablemente sea el entorno de escritorio más joven que existe después del escritorio PIXEL, desarrollado por el proyecto Solus y que ahora se puede instalar en varias distros diferentes, como Ubuntu, Manjaro, Arch Linux, etc. Se diseñó para ser muy simple y elegante, basado en tecnologías de GNOME como GTK+.
- Xfce: entorno preparado para máquinas con hardware limitado, por escasez de recuros u ordenadores antiguos. Resulta muy amigable. Usa Xfwm4 como gestor de ventanas, Thunar como gestor de archivos, tiene su propio gestor de sesiones, Está diseñado de acuerdo con los estándares propuestos por freedesktop.org. A Xfce le faltan las animaciones y los efectos especiales. Pero no deja de incluir todos los componentes y características necesarios que uno espera en cualquier entorno de escritorio.
- LXQt: otro entorno ligero, derivado de LXDE en 2014, el entorno de escritorio LXQt encuentra su lugar en las distribuciones de Linux diseñadas para llevar la etiqueta “escritorio liviano para Linux”. Simple y rápido. Especialmente diseñado para entornos de servidores cloud o para máquinas antiguas que no tengan demasiados recursos de RAM y Cpu. Se basa en bibliotecas Qt como KDE, y usa pcmanfm-qt como gestor de archivos, lxsession como gestor de sesiones, lxterminal como emulador de terminal, lxqt-runner como lanzador de apps, etc.
- Pantheon: es otro que se ha hecho popular en elementaryOS, aunque se puede instalar en otras distros. Es un entorno de escritorio que intenta imitar el aspecto de macOS de Apple, ofreciendo una buena experiencia, simplicidad, minimalismo y aspecto visual cuidado. Básicamente es GNOME con su shell propio. Es más ligero que GNOME Shell, e integra otras herramientas propias como Plank (dock), Epiphany (navegador web9, Scratch (editor de texto), Birdie (cliente de Twitter), el gestor de ventanas Gala (basado en Mutter). Es un entorno de escritorio liviano pero no compromete el aspecto. Pantheon viene con múltiples espacios de trabajo y admite esquinas activas que se pueden manjear en la configuración del sistema.
- PIXEL: Lanzado en 2016, PIXEL es el entorno de escritorio predeterminado en Raspbian Linux. Es una versión bifurcada del entorno de escritorio LXDE diseñado para su uso en ordenadores de una sola placa Raspberry Pi. No tiene mucho que ofrecer, excepto algunos fondos de pantalla suaves y el conjunto de aplicaciones para usar en el hardware Raspberry Pi. El escritorio PIXEL Linux viene con un software emulador para SenseHAT, una extensión para los ordenadores Raspberry Pi.
- Enlightenment: Comenzó hace mucho tiempo, en 1996, y es un proyecto para construir un Administrador de ventanas para X11, Enlightenment, o simplemente llamado E, proporciona un shell gráfico que se puede usar junto con entornos de escritorio como KDE y GNOME. También junto con EFL (librerías), puede actuar como un entorno de escritorio de Linux completamente desarrollado. Actualmente está en transición de X11 a Wayland.
- Deepin: DDE también es un entorno de escritorio simple, elegante y productivo. Creado para Deepin OS, y disponible para otras distros. Tiene algunas similitudes con Pantheon. El sistema usa el entorno de escritorio llamado Deepin Desktop Environment o DDE. Inicialmente se desarrolló con la biblioteca GTK, que presta funcionalidades de Gnome Shell.3 A finales de 2014 se tuvo que incorporar la biblioteca Qt5 en reemplazo del renderizado HTML5 usado en la versión 2014.89 De esta transición, el software está reescrito en DTK (Deepin Tool Kit) para la interfaz e interacción con el sistema.

## "Linux está obsoleto"
En 1992, Andrew S. Tanenbaum, reconocido informático y autor del sistema de microkernel Minix, escribió un artículo de Usenet en el grupo de noticias comp.os.minix con el título "Linux es obsoleto", que marcó el comienzo de un famoso debate sobre la estructura del entonces reciente kernel de Linux. Entre las críticas más significativas estaban que:
- El kernel era monolítico y, por lo tanto, anticuado.
- La falta de portabilidad, debido al uso de funciones exclusivas del procesador Intel 386. "Escribir un nuevo sistema operativo que esté estrechamente ligado a cualquier pieza de hardware en particular, especialmente a uno extraño como la línea Intel, es básicamente incorrecto".
- No hubo un control estricto del código fuente por parte de ninguna persona individual.
- Linux empleaba una serie de características que eran inútiles (Tanenbaum creía que los sistemas de archivos multihilo eran simplemente un "truco de rendimiento").

La predicción de Tanenbaum de que Linux estaría obsoleto en unos pocos años y sería reemplazado por GNU Hurd (que él consideraba más moderno) resultó incorrecta. Linux se ha portado a todas las plataformas principales y su modelo de desarrollo abierto ha llevado a un ritmo de desarrollo ejemplar. Por el contrario, GNU Hurd aún no ha alcanzado el nivel de estabilidad que permitiría su uso en un servidor de producción. Su desestimación de la línea Intel de procesadores 386 como 'rara' también resultó miope, ya que la serie de procesadores x86 y la Corporación Intel se volverían más tarde casi omnipresentes en ordenadores personales y servidores.

En su libro inédito Samizdat, Kenneth Brown afirma que Torvalds copió ilegalmente el código de MINIX. En mayo de 2004, estas afirmaciones fueron refutadas por Tanenbaum, el autor de MINIX:
[Brown] quería continuar con el tema de la propiedad, pero también estaba tratando de evitar decirme cuál era su verdadero propósito, por lo que no formuló sus preguntas muy bien. Finalmente me preguntó si pensaba que Linus había escrito Linux. Dije que, según mi leal saber y entender, Linus había escrito todo el kernel él mismo, pero después de su lanzamiento, otras personas comenzaron a mejorar el kernel, que inicialmente era muy primitivo, y agregaron nuevo software al sistema, esencialmente el mismo modelo de desarrollo. como MINIX. Luego comenzó a enfocarse en esto, con preguntas como: "¿No robó pedazos de MINIX sin permiso?". Le dije que MINIX claramente había tenido una gran influencia en Linux de muchas maneras, desde el diseño del sistema de archivos hasta los nombres en el árbol fuente, pero no creía que Linus hubiera usado nada de mi código.
Las afirmaciones, metodología y referencias del libro fueron seriamente cuestionadas y, al final, no se publicó y se eliminó de la distribuidora.

## Competencia y colaboración de Microsoft
Aunque Torvalds ha dicho que, en el pasado, Microsoft se sintió amenazada por Linux, esto  carece de importancia para él, Microsoft y Linux tuvieron una serie de enfrentamientos entre 1997 y 2001. Esto resultó patente por primera vez en 1998, cuando Eric S. Raymond dio a la luz el primer Documentos Halloween. Este era un breve ensayo de un desarrollador de Microsoft que buscaba exponer las amenazas que el software libre representaba para Microsoft e identificaba estrategias para contrarrestar estas amenazas.
La competencia entró en una nueva fase a principios de 2004, cuando Microsoft publicó los resultados de los estudios de casos de clientes que evaluaban el uso de Windows frente a Linux bajo el nombre "Get the Facts" en su propia página web. Con base en consultas, analistas de investigación y algunas investigaciones patrocinadas por Microsoft, los estudios de casos afirmaban que el uso empresarial de Linux en servidores era desfavorable en cuanto al uso de Windows en términos de confiabilidad, seguridad y costo total de propiedad.
En respuesta, los distribuidores comerciales de Linux elaboraron sus propios estudios, encuestas y testimonios para contrarrestar la campaña de Microsoft. La campaña basada en la web de Novell a fines de 2004 se titulaba “Unbending the Truth” y buscaba delinear las ventajas y disipar las responsabilidades legales ampliamente publicitadas de la implementación de Linux (particularmente a la luz del caso SCO versus IBM). Novell se refiría particularmente a muchos puntos concretos del estudio de Microsoft. IBM también publicó una serie de estudios con el título “La ventaja competitiva de Linux en IBM” para detener nuevamente la campaña de Microsoft. Red Hat tenía una campaña llamada "La verdad se demuestra" destinada a dejar que el rendimiento del producto hablara por sí mismo, en lugar de publicitar el producto mediante estudios.
En otoño de 2006, Novell y Microsoft anunciaron un acuerdo de cooperación en materia de interoperabilidad de software y protección de patentes. Esto incluía un acuerdo de que los clientes de Novell o Microsoft no podían ser demandados por la otra empresa por infracción de patente. Esta protección de patente también se amplió a los desarrolladores de software libre no comerciales. La última parte fue criticada porque solo incluía desarrolladores de software libre no comercial.
En julio de 2009, Microsoft envió 22.000 líneas de código fuente al kernel de Linux bajo la licencia GPLV2, que posteriormente fueron aceptadas. Aunque algunos se han refirido a este hecho como "un movimiento histórico" y como un posible indicador de una mejora en las actitudes corporativas de Microsoft hacia Linux y el software de código abierto, la decisión no era del todo altruista, ya que prometía generar importantes ventajas competitivas para Microsoft. y evitaba acciones legales contra Microsoft. Esta se vio obligada a hacer la contribución del código cuando el ingeniero principal de Vyatta y colaborador de Linux, Stephen Hemminger, descubrió que Microsoft había incorporado un controlador de red Hyper-V, con componentes de código abierto con licencia GPL, vinculados estáticamente a binarios de código cerrado en contravención de la Licencia GPL. Microsoft contribuyó con los controladores para rectificar la infracción de la licencia, aunque la empresa intentó presentarlo como una colaboración, en lugar de un acto para evitar acciones legales en su contra. En el pasado, Microsoft había calificado a Linux de "cáncer" y "comunista".
Para 2011, Microsoft se había convertido en el decimoséptimo mayor contribuyente al kernel de Linux. A partir de febrero de 2015, Microsoft ya no figuraba entre las 30 principales empresas patrocinadoras contribuyentes.[2]
El proyecto Windows Azure se anunció en 2008 y se renombró como Microsoft Azure. Incorporaba Linux como parte de su conjunto de aplicaciones de software basadas en servidor. En agosto de 2018, SUSE creó un kernel de Linux adaptado específicamente a las aplicaciones de computación en la nube bajo el paraguas del proyecto Microsoft Azure. 

## SCO
En marzo de 2003, el Grupo SCO acusó a IBM de violar sus derechos de autor sobre UNIX al transferir código de UNIX a Linux. SCO reclama la propiedad de los derechos de autor de UNIX y presentó una demanda contra IBM. Red Hat demandó a su vez a SCO y desde entonces ha presentado varias demandas relacionadas. Al mismo tiempo que su demanda, SCO comenzó a vender licencias de Linux a usuarios que no querían arriesgarse a una posible denuncia por parte de SCO. Dado que Novell también reclama los derechos de autor de UNIX, presentó una demanda contra SCO.
A principios de 2007, SCO presentó los detalles específicos de una supuesta infracción de derechos de autor. A pesar de las afirmaciones anteriores de que SCO era el titular legítimo de los derechos de autor de 1 millón de líneas de código, concretaron solo 326 líneas de código, la mayoría de las cuales no tenían derechos de autor. En agosto de 2007, el tribunal en el caso de Novell dictaminó que, para empezar, SCO en realidad no poseía los derechos de autor de Unix, aunque el Tribunal de Apelaciones del Décimo Circuito dictaminó en agosto de 2009 que la cuestión de quién poseía los derechos de autor era tema que era jurisdicción de un jurado. El caso con jurado se decidió el 30 de marzo de 2010 a favor de Novell.
Desde entonces, SCO se ha declarado en quiebra.

## Derechos de marca registrada
En 1994 y 1995, varias personas de diferentes países intentaron registrar el nombre "Linux" como marca comercial. Acto seguido, se emitieron solicitudes de pago de regalías a varias empresas de Linux, un paso con el que muchos desarrolladores y usuarios de Linux no estaban de acuerdo. Linus Torvalds tomó medidas drásticas contra estas empresas con la ayuda de Linux International y se le otorgó la marca comercial del nombre, que transfirió a Linux International. La protección de la marca registrada fue administrada más tarde por una fundación dedicada, el Linux Mark Institute sin ánimo de lucro. En el año 2000, Linus Torvalds especificó las reglas básicas para la asignación de las licencias. Esto significa que cualquier persona que ofrezca un producto o un servicio con el nombre de Linux debe poseer una licencia para el mismo, que se puede obtener a través de una compra única.
En junio de 2005, se desarrolló una nueva controversia sobre el uso de regalías generadas por el uso de la marca Linux. El Linux Mark Institute, que representa los derechos de Linus Torvalds, anunció un aumento de precio de 500 a 5.000 dólares por el uso del nombre. Este paso se justificó por ser necesario para cubrir los costos crecientes de la protección de marcas registradas.

En respuesta a este aumento, la comunidad se disgustó, por lo que Linus Torvalds hizo un anuncio el 21 de agosto de 2005 para aclarar los malentendidos. En un correo electrónico, describió la situación actual, así como los antecedentes en detalle y también abordó la cuestión de quién tenía que pagar los costos de la licencia:
[...] Y repitamos: alguien que no quiera proteger ese nombre nunca haría esto. Puedes llamar a cualquier cosa "MyLinux", pero la desventaja es que puedes tener a alguien más que se protegió y te envíe una carta de cese y desistimiento. O bien, si el nombre termina apareciendo en una búsqueda de marcas registradas que LMI necesita hacer de vez en cuando solo para proteger la marca registrada (otro requisito legal para las marcas registradas), es posible que LMI tenga que enviarle una orden de cese y desistimiento. o-sublicenciar la carta.
En ese momento, le cambias el nombre por otro o lo sublicencia. ¿Ves? Se trata de si necesitas protección o no, no de si LMI quiere o no el dinero.
[...] Para terminar, solo para dejarlo claro: no solo no gano un céntimo del dinero de la marca registrada, sino que incluso LMI (que en realidad administra la marca) hasta ahora históricamente siempre ha perdido dinero. Esa no es una forma de mantener una marca registrada, por lo que están tratando de al menos volverse autosuficientes, pero hasta ahora puedo decir que los honorarios de los abogados para brindar la protección que las empresas comerciales quieren han sido más altos que los honorarios de la licencia. Incluso los abogados pro bono cobran por el tiempo de sus costos y asistencias legales, etc.

— Linus Torvalds
Desde entonces, Linux Mark Institute ha comenzado a ofrecer una sublicencia mundial perpetua y gratuita.

## Cronología
- 1991: El núcleo de Linux es anunciado públicamente el 25 de agosto por el estudiante finlandés de 21 años Linus Benedict Torvalds.[29] La versión 0.01 es lanzada públicamente el 17 de septiembre.[30]
- 1992: El núcleo de Linux cambia de licencia a la GPL de GNU. Se crean las primeras distribuciones de Linux.
- 1993: Más de 100 desarrolladores trabajan en el núcleo de Linux. Con su ayuda, el núcleo se adapta al entorno GNU, lo que crea un amplio espectro de tipos de aplicaciones para Linux. Se lanza por primera vez la distribución de Linux más antigua que existe actualmente, Slackware. Más tarde en el mismo año, se establece el proyecto Debian. Hoy en día es la distribución comunitaria más grande.
- 1994: Torvalds considera que todos los componentes del núcleo están completamente maduros: lanza la versión 1.0 de Linux. El proyecto XFree86 contribuye con una interfaz gráfica de usuario (GUI). Los fabricantes comerciales de distribuciones de Linux, como Red Hat y SUSE, publican la versión 1.0 de sus distribuciones de Linux.
- 1995: Linux se porta a la arquitectura DEC Alpha y a la Sun SPARC. En los años siguientes se porta a un número cada vez mayor de plataformas.
- 1996: Se lanza la versión 2.0 del núcleo de Linux. El núcleo ahora puede servir a varios procesadores al mismo tiempo utilizando multiprocesamiento simétrico (SMP), convirtiéndose así en una alternativa seria para muchas empresas.
- 1998: Muchas empresas importantes como IBM, Compaq y Oracle anuncian su apoyo a Linux. La catedral y el bazar se publica por primera vez como un ensayo (más tarde como un libro), lo que resulta en que Netscape publique públicamente el código fuente de su suite de navegadores web Netscape Communicator. Las acciones de Netscape y la referencia al ensayo[31] llaman la atención del popular prensa técnica sobre el modelo de desarrollo de código abierto de Linux. Además, un grupo de programadores comienza a desarrollar la interfaz gráfica de usuario KDE. Linux aparece por primera vez en la lista TOP500 de supercomputadoras más rápidas.[32] El puerto ARM (iniciado en 1994[33][34]) se fusiona.[35]
- 1998: David A. Bader inventa el primer supercomputador basado en Linux utilizando piezas de consumo.[36]
- 1999: Un grupo de desarrolladores comienza a trabajar en el entorno gráfico GNOME, destinado a convertirse en un reemplazo gratuito de KDE, que en ese momento dependía del entonces propietario kit de herramientas Qt. Durante el año, IBM anuncia un extenso proyecto para el soporte de Linux. Se lanza la versión 2.2 del núcleo de Linux.
- 2000: Dell anuncia que ahora es el segundo proveedor mundial de sistemas basados en Linux y el primer fabricante importante en ofrecer Linux en toda su línea de productos.[37]
- 2001: Se lanza la versión 2.4 del núcleo de Linux.
- 2002: Los medios de comunicación informan que "Microsoft mató a Dell Linux"[38]
- 2003: Se lanza la versión 2.6 del núcleo de Linux.
- 2004: El equipo de XFree86 se divide y se une al organismo existente de estándares X para formar la Fundación X.Org, lo que resulta en un desarrollo sustancialmente más rápido del servidor X para Linux.
- 2005: El proyecto openSUSE comienza una distribución gratuita de la comunidad de Novell. También el proyecto OpenOffice.org introduce la versión 2.0 que luego comenzó a admitir los estándares OASIS OpenDocument.
- 2006: Oracle lanza su propia distribución de Red Hat Enterprise Linux. Novell y Microsoft anuncian cooperación para una mejor interoperabilidad y protección mutua de patentes.
- 2007: Dell comienza a distribuir laptops con Ubuntu preinstalado.
- 2009: La capitalización de mercado de Red Hat iguala a la de Sun, interpretada como un momento simbólico para la "economía basada en Linux".[39]
- 2011: Se lanza la versión 3.0 del núcleo de Linux.
- 2012: Los ingresos agregados del mercado de servidores Linux superan los del resto del mercado de Unix.[40]
- 2013: El sistema operativo basado en Linux de Google, Android, reclama el 75% del mercado de teléfonos inteligentes, en términos de la cantidad de teléfonos enviados.[41]
- 2014: Ubuntu alcanza 22.000.000 de usuarios.[42]
- 2015: Se lanza la versión 4.0 del núcleo de Linux.[43]
- 2017: Todos los sistemas de la lista TOP500 de supercomputadoras más rápidas ejecutan Linux.[32]
- 2019: Se lanza la versión 5.0 del núcleo de Linux.[44]
- 2022: Se lanza la versión 6.0 del núcleo de Linux.[45]